# Costanzio I di Costantinopoli
Costanzio I o Costanzo I (Istanbul, 1770 – Burgazada, 5 gennaio 1859) è stato un arcivescovo ortodosso greco con cittadinanza ottomana, che ha ricoperto la carica di Patriarca ecumenico di Costantinopoli tra il 1830 e il 1834.
Nacque nel 1770 a Istanbul. Studiò nella scuola patriarcale, a Iași e a Kiev. Nel 1805 fu eletto arcivescovo del Sinai, posizione che mantenne fino a quando non fu eletto patriarca ecumenico nel 1830. Si dimise nel 1834 e dedicò la sua vita allo studio e alla scrittura. Morì il 5 gennaio 1859.